# Josef Dobeš
Josef Dobeš (ur. 28 lutego 1964 w Boskovicach) – czeski polityk, psycholog i samorządowiec, deputowany, w latach 2010–2012 minister szkolnictwa, młodzieży i sportu.

## Życiorys
W 1994 ukończył psychologię na Uniwersytecie Masaryka w Brnie. Podjął pracę w zawodzie psychologa. Współtworzył partię Sprawy Publiczne (VV), od 2003 pełnił funkcję jej wiceprzewodniczącego. Był też wydawcą związanego z nią czasopisma.
W 2006 został wybrany na radnego dzielnicy Praga 1. W wyborach w 2010 uzyskał mandat deputowanego do Izby Poselskiej, który wykonywał do 2013. W lipcu 2010 objął stanowisko ministra szkolnictwa, młodzieży i sportu w koalicyjnym rządzie Petra Nečasa. Urząd ten sprawował do marca 2012. Był głównym autorem przeprowadzonej wówczas reformy szkolnictwa wyższego.
Pełnił później funkcję przewodniczącego ruchu politycznego PRO Zdraví a Sport. Został też dyrektorem akademii piłkarskiej w klubie 1. FK Příbram. W 2019 związał się z ugrupowaniem Trikolóra.